# Rắn mống
Rắn mống hay Rắn hổ hành (danh pháp khoa học: Xenopeltis unicolor) là một loài rắn thuộc họ Rắn mống. Loài rắn có lớp vảy phát ra ngũ sắc dưới ánh nắng. 

## Miêu tả
Rắn trưởng thành có thể dài tới 1,3 m (51 inch). Các vảy trên đầu là các tấm lớn giống như ở các loài trong họ Rắn nước (Colubridae), trong khi các vảy bụng chỉ hơi bị tiêu giảm. Không có các cơ quan vết tích ở phần khung chậu.
Kiểu màu phần lưng là nâu hay nâu ánh đỏ hoặc ánh đen. Phần bụng có màu xám trắng không có họa tiết trang trí. Vảy có tính chất ngũ sắc cao, tạo ra màu sắc óng ánh dưới ánh sáng.

## Phân bố
Rắn mống được tìm thấy ở Myanmar (Tenasserim), Andaman và Nicobar, Hoa Nam (Quảng Đông và Vân Nam), Thái Lan, Lào, Campuchia, Việt Nam, Tây Malaysia, đảo Penang, Singapore và Đông Malaysia (Sarawak). Tại Indonesia nó sinh sống trên các đảo thuộc quần đảo Riau, Bangka, Belitung, Sumatra, We, Simalur, Nias, Mentawai (Siberut), Borneo, Java và Sulawesi. Tại Philippines có trên các đảo Balabac, Bongao, Jolo và Palawan.

## Tập tính và thức ăn
Rắn hổ hành là động vật chuyên đào bới, phần lớn thời gian sống chui rúc. Chúng chỉ bò ra vào lúc chạng vạng để kiếm thức ăn là các loài ếch nhái, rắn và thú nhỏ. Chúng không có nọc độc và giết chết con mồi bằng cách quấn và co cơ giống như trăn. Loài rắn này còn có khả năng kháng lại độc tố của một số loài rắn độc, đặc biệt là rắn hổ mang.